# Marais Viljoen

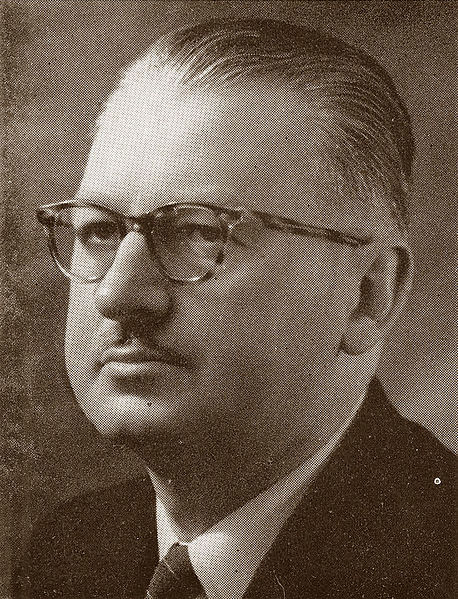
Marais Viljoen

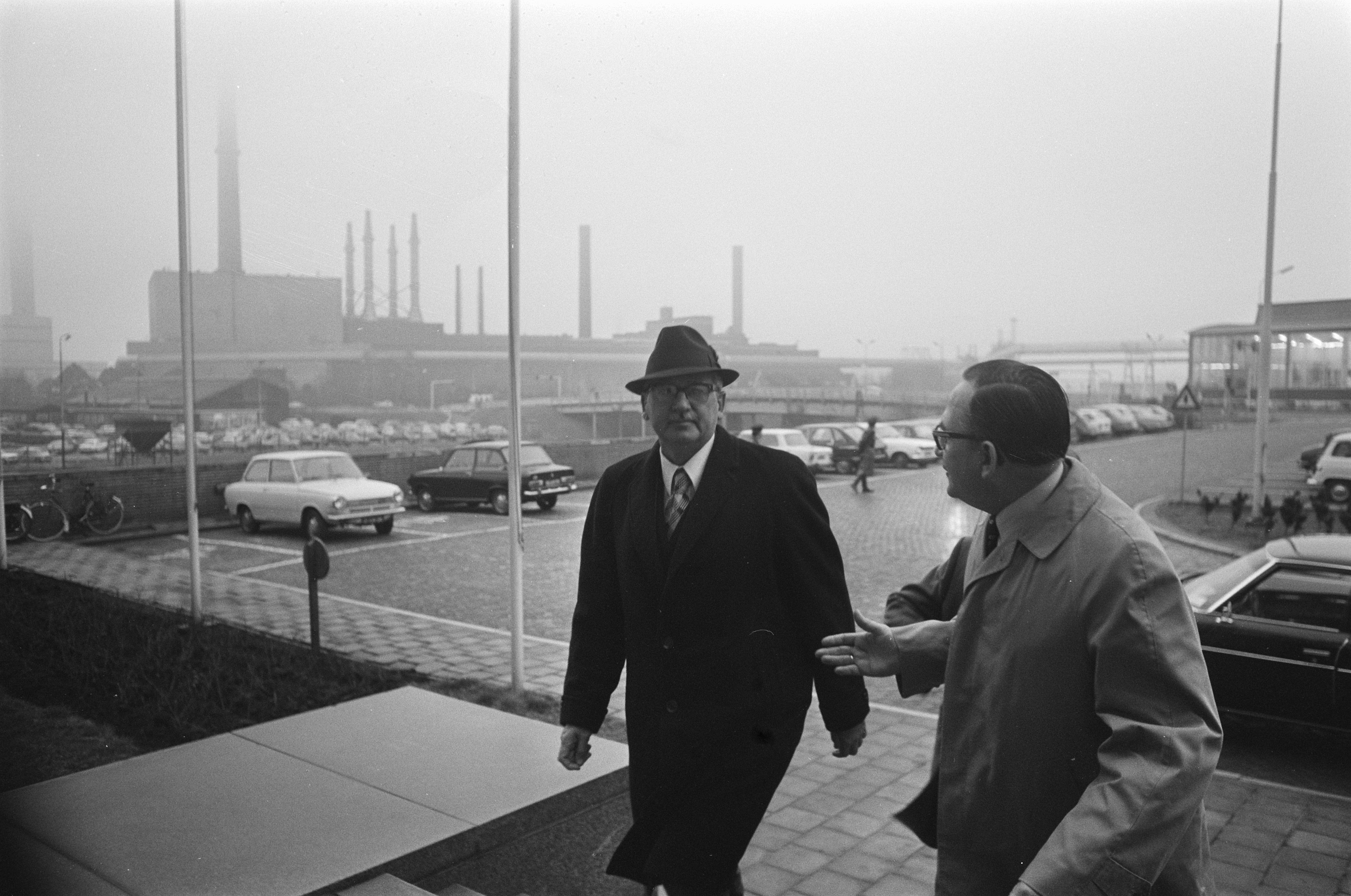
Marais Viljoen als Zuid-Afrika's minister van arbeid op bezoek bij Hoogovens in Nederland, jan. 1975.

Marais Viljoen (Robertson, Zuid-Afrika, 2 december 1915 – Pretoria, 4 januari 2007) was een Zuid-Afrikaanse politicus. Van 21 augustus 1978 tot 10 oktober 1978 was hij waarnemend staatspresident van Zuid-Afrika en van 4 juni 1979 tot 3 september 1984 was hij staatspresident van Zuid-Afrika.

## Biografie
Viljoen werd geboren op een boerderij in Robertson, een dorp in de provincie West-Kaap als de jongste van 6 kinderen. Hij had een moeilijke jeugd. Op 4-jarige leeftijd werd hij wees. Door geldgebrek kon hij later zijn schoolopleiding aan de middelbare school "Jan van Riebeeck" in Kaapstad niet afmaken. Op 18-jarige leeftijd ging bij de posterijen werken. Hij was eerst leerling-telegrafist in het postkantoor van Maitland, later was hij vertaler bij het hoofdpostkantoor in Pretoria. Door zelfstudie wist hij alsnog een middelbareschooldiploma te verkrijgen. In 1937 ging hij bij de krant Die Transvaler werken, waarvan de latere premier Hendrik Verwoerd van 1937 tot 1943 hoofdredacteur was. Verwoerd zou Viljoen later aan zijn eerste politieke functie helpen.

### Politiek
Viljoen was een gematigd lid van de Nasionale Party, de partij die in 1948 apartheid invoerde in Zuid-Afrika. Vanaf 1942 ging hij op verzoek van Johannes Strijdom fulltime voor die partij werken. In 1953 werd hij werd gekozen als parlementslid voor het district Alberton, dat in 1961 een middelbare school naar hem vernoemde. Van 1958 tot 1966 werd hij onderminister voor Arbeid en het Mijnwezen in het eerste kabinet van Verwoerd. Later bekleedde hij meerdere ministersposten, van 1955 tot 1970 hij was minister van Arbeid en Kleurlingenzaken en van 1970 tot 1976 was hij minister van Arbeid en Post- en Telecommunicatie. Van 1976 tot 1979 was hij voorzitter van de senaat. Nadat hij in 1978 al korte tijd waarnemend staatspresident was geweest tussen de termijnen van Nicolaas Diederichs (die op 21 augustus 1978 tijdens zijn ambtstermijn was overleden) en John Vorster, werd hij in 1979 gekozen als staatspresident van Zuid-Afrika en volgde hij Vorster weer op, die wegens het Muldergate corruptieschandaal voortijdig had moeten aftreden.
Hij was de laatste staatspresident van Zuid-Afrika met een louter ceremoniële taak. In 1983 werd besloten de grondwet te veranderen zodat de president ook regeringsmacht kreeg. Op 3 september 1984 werd hij opgevolgd door Pieter Willem Botha die daarmee de eerste president "nieuwe stijl" van Zuid-Afrika werd.

### Persoonlijk
Marais Viljoen was op 20 april 1940 getrouwd met Dorothea Maria (Marietjie) Brink (1917–2005). Zij hadden samen een dochter.
Viljoen overleed op 91-jarige leeftijd in Pretoria. De Zuid-Afrikaanse president Thabo Mbeki bood de familie een volledige staatsbegrafenis aan, maar op verzoek van de familie kreeg die een soberder en beperkter karakter.